# Ибрагимов, Рашид Магомедрасулович
Рашид Магомедрасулович Ибрагимов (род. 27 ноября 1964, Махачкала (по другим данным в Потсдаме)) — советский и российский дзюдоист, призёр чемпионатов мира среди студентов, чемпион и призёр чемпионатов СССР, призёр чемпионатов СНГ и России, призёр чемпионатов мира среди студентов, мастер спорта СССР международного класса. Тренировался под руководством Заслуженного тренера России Газимагомеда Ахмедова. Выступал в полусредней весовой категории (до 78 кг).

## Спортивные результаты
- Летняя Спартакиада народов СССР 1986 — ;
- Чемпионат СССР по дзюдо 1988 — ;
- Чемпионат СССР по дзюдо 1989 — ;
- Чемпионат СССР по дзюдо 1990 — ;
- Чемпионат СНГ по дзюдо — ;
- Чемпионат России по дзюдо 1993 — ;